# ONE PIECE キャラクターソロシングル
『ONE PIECE キャラクターソロシングル』（ワンピース キャラクターソロシングル）は、テレビアニメ『ONE PIECE』のキャラクターソング。2003年9月18日から2003年12月17日までavex modeから発売された。

## モンキー・D・ルフィ
2003年9月18日発売。歌はモンキー・D・ルフィ（田中真弓）。

### 収録曲
1. Every-one Peace!
作詞:藤林聖子 / 作曲:田中公平 / 編曲:根岸貴幸
2. Every-one Peace!（Remix Version）
作詞:藤林聖子 / 作曲:田中公平 / 編曲:根岸貴幸
3. Every-one Peace!（カラオケ）
4. メッセージ&リレーコメント

## ロロノア・ゾロ
2003年9月18日発売。歌はロロノア・ゾロ（中井和哉）。

### 収録曲
1. Eyes of ZORO
作詞:藤林聖子 / 作曲:田中公平 / 編曲:岸村正実
2. Eyes of ZORO（Remix Version）
作詞:藤林聖子 / 作曲:田中公平 / 編曲:岸村正実
3. Eyes of ZORO（カラオケ）
4. メッセージ&リレーコメント

## ナミ
2003年9月18日発売。歌はナミ（岡村明美）。

### 収録曲
1. between the wind
作詞:藤林聖子 / 作曲:田中公平 / 編曲:岩崎文紀
2. between the wind（Remix Version）
作詞:藤林聖子 / 作曲:田中公平 / 編曲:岩崎文紀
3. between the wind（カラオケ）
4. メッセージ&リレーコメント

## サンジ
2003年9月18日発売。歌はサンジ（平田広明）。

### 収録曲
1. ムーランルージュ
作詞:藤林聖子 / 作曲:田中公平 / 編曲:浜口史郎
2. ムーランルージュ（Remix Version）
作詞:藤林聖子 / 作曲:田中公平 / 編曲:浜口史郎
3. ムーランルージュ（カラオケ）
4. メッセージ&リレーコメント

## ウソップ
2003年12月17日発売。歌はウソップ（山口勝平）。

### 収録曲
1. ウソップの花道
作詞:藤林聖子 / 作曲:田中公平 / 編曲:多田彰文
2. ウソップの花道（Remix Version）
作詞:藤林聖子 / 作曲:田中公平 / 編曲:多田彰文
3. ウソップの花道（カラオケ）
4. メッセージ&リレーコメント

## トニートニー・チョッパー
2003年12月17日発売。歌はトニートニー・チョッパー（大谷育江）。

### 収録曲
1. プレゼント
作詞:藤林聖子 / 作曲:田中公平 / 編曲:丸尾稔
2. プレゼント（Remix Version）
作詞:藤林聖子 / 作曲:田中公平 / 編曲:丸尾稔
3. プレゼント（カラオケ）
4. メッセージ&リレーコメント

## ニコ・ロビン
2003年12月17日発売。歌はニコ・ロビン（山口由里子）。

### 収録曲
1. my real life
作詞:藤林聖子 / 作曲:田中公平 / 編曲:岸村正実
2. my real life（Remix Version）
作詞:藤林聖子 / 作曲:田中公平 / 編曲:岸村正実
3. my real life（カラオケ）
4. メッセージ&リレーコメント